# جيم دوغلاس (عازف بانجو)
جيم دوغلاس (بالإنجليزية: Jim Douglas)‏ هو عازف جاز بريطاني، ولد في 13 مايو 1942.

## وصلات خارجية
- جيم دوغلاس على موقع ميوزك برينز (الإنجليزية)
- جيم دوغلاس على موقع أول ميوزيك (الإنجليزية)
- جيم دوغلاس على موقع ديسكوغز (الإنجليزية)